# Lotta Riad
Lotta Riad, folkbokförd Charlotte Larsson Riad, född 10 oktober 1964, är en svensk översättare.

## Biografi
Riad översätter fransk skön- och facklitteratur till svenska. Mellan 1998 och 2000 gick hon litterära översättarseminariet vid Södertörns högskola.
Hon har bland annat uppmärksammats för sina översättningar av Faïza Guènes böcker, där hon lyckats överföra fransk förortsslang och ungdomligt språk till svensk språkdräkt. Hennes översättning av Shlomo Venezias "Sonderkommando" beskrevs av Jenny Tunedal i Aftonbladet som "beundransvärd".
År 2007 fick Riad Peter Pan-priset av International board of books for young people (IBBY) och Bok & Biblioteksmässan för sin översättning av Kiffe Kiffe i morgon.

## Översättningar (urval)

### Faïza Guène
- 2006 –  Kiffe kiffe imorgon. Stockholm: Norstedt. Libris 10135171. ISBN 9113015184
- 2008 –  Drömmar för dårar. Stockholm: Norstedt. Libris 10588497. ISBN 9789113017341
- 2010 –  Sista beställningen på Balto. Stockholm: Norstedts. Libris 11506692. ISBN 9789113021164
- 2015 –  En riktig man gråter inte. Stockholm: Norstedts. Libris 17448964. ISBN 9789113059563

### Emmanuel Carrère
- 2013 –  Limonov. Malmö: Pequod Press. Libris 14664941. ISBN 9789186617219
- 2017 –  Himmelriket. Malmö: Pequod Press. Libris 21496411. ISBN 9789186617363

### Julien Neel
- 2009 –  Dagboksdagar. Lou! ; 1. Hägersten: Wibom. Libris 11494416. ISBN 9789197821308
- 2009 –  Sommarblues. Lou! ; 2. Hägersten: Wibom. Libris 11494417. ISBN 9789197821315
- 2010 –  Busskyrkogården. Lou ; 3. Hägersten: Wibom. 2010. Libris 11680389. ISBN 9789197821322
- 2011 –  Förälskelser. Lou ; 4. Hägersten: Wibom. Libris 12031560. ISBN 9789197821339
- 2011 –  Laser ninja. Lou ; 5. Hägersten: Wibom. Libris 12289394. ISBN 9789197821353
- 2013 –  Kristallåldern. Lou ; 6. Hägersten: Wibom. Libris 13783037. ISBN 9789197821384
- 2016 –  Kojan. Lou! ; 7. Hägersten: Wibom Books. Libris 18545845. ISBN 9789198293500

### Övriga
- 2002 – Muchembled, Robert. Djävulens historia. Stockholm: Norstedt. Libris 8717372. ISBN 9113009850
- 2003 – Chen, Ying. Den otacksamma: [roman]. Stockholm: Grate. Libris 9067096. ISBN 91-974482-0-6
- 2003 – Reza, Yasmina. Den förtvivlade. Rimbo: Fischer & Co. Libris 9308599. ISBN 91-7054-951-6
- 2005 – Saleem, Hiner. Pappas gevär. Stockholm: Norstedt. Libris 9705992. ISBN 91-1-301320-3
- 2008 – Venezia, Shlomo. Sonderkommando: ett vittnesmål. Stockholm: Bonnier. Libris 10582139. ISBN 9789100117382
- 2010 – Diome, Fatou. Atlantens mage. Finland: Helsingborg. Libris 11907933. ISBN 9789186480011
- 2012 – Desalmand, Paul. Mitt liv som bok. Stockholm: Ordfront. Libris 12504771. ISBN 9789170376214
- 2012 – Lesbre, Michèle. Nina av en slump: roman. Helsingborg: Sekwa. Libris 12767179. ISBN 9789186480400
- 2012 – Nob. Änglar och duvor. Mamette ; 1. Hägersten: Wibom Books. Libris 12767095. ISBN 9789197821360
- 2016 – Renner, Benjamin. Stora stygga räven. [Hägersten]: Wibom Books. Libris 19509179. ISBN 9789198293517
- 2017 – Colombani, Laetitia. Flätan: roman. Stockholm: Sekwa förlag. Libris 20750561. ISBN 9789187648946
- 2017 – Ricard, Anouk. Vill du ha ett tuggummi?. Anna och FroggaSeriemagi läsglädje. [Hägersten]: Cosmos Comics. Libris 20750756. ISBN 9789198258042
- 2018 – Loridan-Ivens, Marceline. Och du kom inte tillbaka. Stockholm: Natur & Kultur. Libris 21716773. ISBN 9789127150447